# 瓦利斯卡 (喬治亞州)
瓦利斯卡（英語：Waleska）是一個位於美國喬治亞州切羅基縣的城市。

## 地理
瓦利斯卡的座標為34°19′05″N 84°33′11″W / 34.31806°N 84.55306°W，而該地的平均海拔高度為338米（即1109英尺）。

## 人口
根據2010年美國人口普查的數據，瓦利斯卡的面積為3.79平方千米，當中陸地面積為3.77平方千米，而水域面積為0.02平方千米。當地共有人口644人，而人口密度為每平方千米169人。